# 第2號大提琴協奏曲 (海頓)
约瑟夫·海顿的第2號大提琴協奏曲（目錄7b之2，或作品101）作於1783年，是海頓為尼古劳斯·埃施特哈齐宮廷麾下的首席大提琴安東寧·卡夫特（Antonín Kraft）特別創作的。古典時期的獨奏型協奏曲作品以鋼琴、小提琴為大宗，海頓的兩首大提琴協奏曲不但是當代少見的例子，也是大提琴文獻中重要的協奏曲代表。
這首作品的原創性曾受到質疑，有觀點認為實際的創作者是卡夫特，海頓僅是托名。1951年，作品的手稿在奥地利国家图书馆被發現，此一討論遂塵埃落定。

## 分析
相較於早期所寫的第1號大提琴協奏曲（六〇年代），第2號的音樂較接近古典主義風格，織度上也以主音音樂手法為主。此曲每個樂章皆有裝飾奏，在演奏技法上應用了許多高把位、雙弦奏法，亦是當代一大特色。
今日演奏此曲時所採用的編曲，多為1890年版。

### 配器
- 獨奏大提琴

| - 木管 - 雙簧管：2 | - 銅管 - 法國號：2 | - 弦樂器 |

依照工具書《管弦樂作品手冊》指示，上述之配器可簡記為"0 2 0 0—2 0 0 0—str"。

### 樂章
第2號大提琴協奏曲為古典協奏曲標準的三樂章體裁：
1. 中庸的快板（Allegro moderato）
2. 慢板（Adagio）
3. 輪旋曲，快板（Rondo. Allegro）

第一樂章
D大調，
 拍子，中庸的快板，奏鳴曲式
溫暖閑適的音樂。採取雙呈示部的形式（常見於古典時期協奏曲作品），使得此樂章的篇幅甚長，超過其餘二樂章的總和。
多名演奏家曾為第一樂章撰寫裝飾奏，使用較為廣泛的是Maurice Gendron的版本。
第二樂章
A大調，
 拍子，慢板
第二樂章所採的速度較大多數的海頓慢板樂章更慢。
第三樂章
D大調，
 拍子，輪旋曲
此樂章的獨奏是全曲最為困難的一段，結合了高把位、雙音、琶音等技巧，挑戰甚大。然而不同於第1號協奏曲華麗的結束，此樂章以相對平穩的語氣作結。

## 商業錄音
| 年份 | 大提琴                                     | 樂團                              | 廠牌                    | 備註 |
| ---- | ------------------------------------------ | --------------------------------- | ----------------------- | ---- |
| 1987 | 海因里希·席夫                              | 圣马丁室内乐团，内维尔·马里纳     |                         |      |
| 1983 | 林恩·哈瑞爾                                |                                   |                         |      |
| 1981 | 馬友友                                     | 英國室內樂團，José-Luis Garcia    |                         |      |
| 1983 | 朱利安·劳埃德·韦伯                         | 英國室內樂團                      |                         |      |
| 1982 | Christophe Coin                            | 古乐学院乐团，克利斯朵夫·霍格伍德 | Decca                   |      |
| 1999 | 姆斯季斯拉夫·列奥波尔多维奇·罗斯特罗波维奇 | 圣马丁室内乐团，Iona Brown        |                         |      |
| 2004 | Jean-Guihen Queyras                        | 弗萊堡巴洛克樂團，Petra Müllejans | Harmonia mundi          |      |
| 1998 | 史蒂芬·伊瑟利斯                            |                                   |                         |      |
| 1991 | 楚爾斯·莫克                                | 挪威室內樂團，Iona Brown          |                         |      |
| 1990 | Anner Bylsma                               |                                   | Deutsche harmonia mundi |      |
| 1964 | 皮耶·傅尼葉                                | 琉森節慶樂團，魯道夫·包加納       | Deutsche Grammophon     |      |
|      | 亚诺什·斯塔克                              |                                   |                         |      |
|      | Emanuel Feuermann                          |                                   |                         |      |
| 2011 | 楊文信                                     |                                   |                         |      |
| 1986 | 米沙·麦斯基                                | 歐洲室內樂團                      | Deutsche Grammophon     |      |
| 1998 | 杰奎琳·杜·普蕾                             | 伦敦交响乐团，约翰·巴比罗利       |                         |      |

## 外部連結
维基共享资源上的相關多媒體資源：第2號大提琴協奏曲
- 海頓第2號大提琴協奏曲：国际乐谱典藏计划上的乐谱